# Vilius Laurinaitis
Vilius Laurinaitis (ur. 16 lipca 1992) – litewski zapaśnik walczący w stylu klasycznym. Zajął ósme miejsce na mistrzostwach świata w 2017 i dwunaste na mistrzostwach Europy w 2018 i 2020. Siódmy na igrzyskach europejskich w 2015. Srebrny medalista igrzysk wojskowych w 2015; dwunasty w 2019. Wojskowy wicemistrz świata w 2016. Mistrz mistrzostw nordyckich w 2017. Ósmy na Uniwersjadzie w 2013, jako zawodnik Uniwersytetu Michała Römera w Wilnie. Mistrz świata juniorów w 2012 roku.